# Anna Margarita Albelo
Pour les articles homonymes, voir Albelo.
Anna Margarita Albelo, dite La Chocha (nom d'artiste), est une réalisatrice, productrice, scénariste et journaliste américano-espagnole, fondatrice de la société de production Burning Bra Productions. 
Nommée plusieurs fois à divers festivals internationaux, elle a été nommée en 2020 pour le prix 'John Cassavetes Spirit Award' pour Wild Nights with Emily de Madeleine Olnek (lauréat du prix 'US in Progress' au festival des Champs Elysées en 2017).  
Son travail est axé autour de la représentation des femmes et des personnes issues de minorités à l'écran, ainsi que de la communauté LGBTQ+. 

## Biographie
Née à Los Angeles (et élevée à Miami), de parents exilés cubains, Anna Margarita Albelo a fait ses études à la Florida State University, où elle a réalisé une licence de Cinéma et Télévision.  
Cinéaste engagée et lesbienne, elle s'est illustrée par la réalisation de divers courts métrages, longs métrages et documentaires autour de la culture LGBT, notamment pour Canal+:  Gay et Après?, Week-End à Palm Springs, Un Monde à L, La Dinde (avec Sheila), ainsi que ceux produits par son entreprise de production Burning Bra Production: Hooters!, le making of du film The Owls, Qui a peur de Vagina Wolf, Vagina is the Warmest Color.   
Elle a également produit Wild Nights with Emily (2018) de Madeleine Olnek sur la vie de la poétesse Emily Dickinson, avec Molly Shannon dans le rôle principal. Le film lui a valu une nomination pour le prix John Cassavetes aux Spirits Awards 2020, et a remporté le prix 'US in Progress' du Champ Elysées Festival en 2017.   
Anna : « Je voudrais changer le regard des gens sur les femmes, les lesbiennes, mon objectif est de faire des films qui atteignent le plus large public possible ». 
Anna a mené des entretiens pour le magazine gay et lesbien Têtu, et animé des soirées dans des discothèques gays. En effet, venue vivre à Paris en 1993, elle découvre un univers lesbien plutôt fermé et se décide à faire bouger les choses. Sous le nom de « La Chocha », Anna, déjà fan de Gainsbourg, de musique alternative et de bolero espagnol, impose la techno, la house et contribue à développer les soirées lesbiennes « Ladies Room » en 1995 avec DJ Sextoy, mais aussi les Girlspotting, Chochacabana et Têtu Tour.   
Elle vit dans les années 2010 à Los Angeles, et se retrouve à développer des séries télévisées en tant que scénariste aux côtés du show-runner Dmitry Lipkin, pour Fox 21 entre 2014 et 2016, puis pour ABC/Disney jusqu'en 2018. 

## Filmographie

### Comme réalisatrice
- 1996 : Koko (court-métrage)[3]
- 2004 : Honey Bunny (court métrage)
- 2006 : Broute-minou à Palm Springs (A Lez in Wonderland) (téléfilm documentaire)
- 2007 : Gay... So What? (documentaire)
- 2008 : La Dinde avec Sheila (court-métrage télévisé)
- 2010 : Hooters! (documentaire)
- 2013 : Qui a peur de Vagina Wolf ? (Who's Afraid of Vagina Wolf?)
- 2015 : Vagina is the Warmest Color (court métrage)

### Comme productrice
- 2006 : Broute-minou à Palm Springs (A Lez in Wonderland) (téléfilm documentaire)
- 2010 : The Owls
- 2010 : Hooters! (documentaire)
- 2013 : Qui a peur de Vagina Wolf ? (Who's Afraid of Vagina Wolf?)
- 2016 : Tear Jerker (court métrage)
- 2017 : Post-Apocalyptic Potluck (court métrage)
- 2017 : The Ladies Almanack
- 2017 : Explore: Parts Unknown - Perfect Dish Asia (série télévisée avec Anthony Bourdain)[4]
- 2018 : Wild Nights with Emily (The Secret Life of Emily Dickinson)[5]

### Comme scénariste
- 2007 : Gay... So What? (documentaire)
- 2010 : Hooters! (documentaire)
- 2013 : Qui a peur de Vagina Wolf ? (Who's Afraid of Vagina Wolf?)

### Comme actrice
- 2008 : La Dinde (court-métrage télévisé) : Rosa
- 2010 : The Owls : une invitée à la soirée
- 2010 : Hooters! (documentaire) : elle-même
- 2013 : Qui a peur de Vagina Wolf ? (Who's Afraid of Vagina Wolf?) : Anna / George
- 2015 : Tellement Gay! Homosexualité et pop culture de Maxime Donzel (mini-série documentaire) : elle-même, la réalisatrice (2 épisodes)[6]
- 2017 : Cock N' Bull 2 (court métrage) : docteure Brocco
- 2018 : Easy Abby (série télévisée)